# Roman Kowalski
Roman Kowalski (ur. 30 maja 1961 w Przasnyszu) – polski urzędnik i dyplomata, w latach 2010–2016 ambasador RP na Węgrzech.

## Życiorys
Rozpoczął studia w Szkole Głównej Planowania i Statystyki. Po pierwszym roku przeniósł się na studia w Moskiewskim Państwowym Instytucie Stosunków Międzynarodowych. Ukończył je w 1986, uzyskując tytuł magistra politologii ze specjalizacją językową – węgierski i francuski. W 1988 ukończył podyplomowe studium służby zagranicznej w Polskim Instytucie Spraw Międzynarodowych. W 2005 złożył egzamin na urzędnika służby cywilnej.
W 1986 rozpoczął pracę w Ministerstwie Spraw Zagranicznych. Odbył staże zawodowe w Stałym Przedstawicielstwie przy UNESCO oraz w Ambasadzie w Paryżu (1989). W ambasadzie RP w Budapeszcie pracował w latach 1991–1997 oraz 1999–2005 jako kierownik Wydziału Politycznego oraz zastępca ambasadora, kierując nią także jako chargé d’affaires (grudzień 1996 – sierpień 1997). W centrali MSZ był m.in. zastępcą dyrektora Biura Kadr i Szkoleń (2005) oraz Biura Spraw Osobowych i Szkolenia (2007–2010). Od czerwca 2010 do 30 września 2016 ambasador RP na Węgrzech. W styczniu 2024 został zastępcą dyrektora Biura Szefa Służby Zagranicznej (po zmianie nazwy Biura Organizacji i Rozwoju), a maju 2025 dyrektorem tamże.
Zna języki: węgierski, angielski, rosyjski, francuski. Z żoną Katarzyną dochował się dwójki dzieci.

## Odznaczenia i wyróżnienia
- Medal „Pro Patria” „za inicjatywy podejmowane na rzecz upamiętnienia polskiej historii na Węgrzech” (2012)[7]
- Medal Pála Telekiego(inne języki) (2014)[8][9]
- Honorowy obywatel Terézváros (2016)[10]
- Nagroda im. Györgya Kézdy(inne języki) (2016)[11]
- Nagroda dzielnicy Csepel (2016)[12]